# Acarodynerus spectrum
Acarodynerus spectrum är en stekelart som beskrevs av Giordani Soika 1961. Acarodynerus spectrum ingår i släktet Acarodynerus och familjen Eumenidae. Inga underarter finns listade i Catalogue of Life.